# Friedrich Bohndorff
 (mai 2023).
Si vous disposez d'ouvrages ou d'articles de référence ou si vous connaissez des sites web de qualité traitant du thème abordé ici, merci de compléter l'article en donnant les références utiles à sa vérifiabilité et en les liant à la section « Notes et références ».
Friedrich Bohndorff, né le 16 août 1848 à Plau et mort après 1894, est un explorateur allemand de l'Afrique et un ornithologue.

## Biographie
Friedrich Bohndorff suit un apprentissage d'orfèvre, avant d'effectuer en 1871 un long voyage qui le mène en Suisse, au nord du royaume d'Italie, puis en Tunisie. Ensuite, il se rend par Malte en Égypte, où il demeure quatre ans au Caire et y apprend l'arabe. Entre 1876 et 1879, il effectue une expédition au Soudan, jusqu'au centre de l'Afrique, mais au retour, il échappe à une attaque et perd ses collections et ses dessins. Il se met ensuite à la disposition de Wilhelm Junker entre 1880 et 1887 qui organise plusieurs expéditions.
Ainsi, ils partent de Khartoum en janvier 1880 pour traverser les territoires des Mangbetus et des Zandés (Niam-Niams) sur les traces de l'itinéraire de Georg Schweinfurth. Ils découvrent les sources de l'Uele et de l'Aruwimi, mais, malade, Bohndorff doit retourner. La révolte des Mahdistes l'en empêche et il demeure donc pendant un an dans le Bahr el-Ghazal au milieu du peuple des Dinkas.
À partir de 1887, Bohndorff sert auprès du gouverneur du Congo et entreprend avec Oskar Lenz et Oscar Baumann une traversée de l'Afrique d'ouest en est. Ensuite, il rentre avec le Dr Lenz en Europe et passe six mois à Vienne et à Bruxelles, puis il retourne en Afrique par Le Caire. Il sert à partir de 1889 de drogman des troupes impériales de protection d'Afrique, au service du major Hermann von Wissmann. Il est basé à Bagamoyo.
Il rentre à Berlin en 1892 pour entreprendre plusieurs voyages en Allemagne à propos de ses découvertes. Il est invité de la conférence plénière annuelle de la Société ornithologique d'Allemagne en 1893 et 1895. Son destin futur est inconnu. Il est probablement mort vers 1894 ou 1895 en Afrique Orientale Allemande, vers Tanga, des conséquences probables du paludisme, qui décimait pas mal d'Européens dans la région, surtout des Allemands, peu habitués aux aventures coloniales, et aux dangers des maladies tropicales, qui se soignaient mal à l'époque.    

## Espèces
Bohndorff a découvert et décrit de nombreuses espèces d'insectes et d'oiseaux, parmi lesquelles:
- Anthus leucophrys bohndorffi, sous-espèce de pipit
- Ploceus cucullatus bohndorffi, sous-espèce de tisserin gendarme
- Ploceus abyssinicus bohndorffi, sous-espèce de tisserin
- Phyllanthus atripennis bohndorffi, sous-espèce de phyllanthe capucin
- Cyanomitra verticalis bohndorffi, sous-espèce de Cyanomitra
- Strix woodfordi bohndorffi, sous-espèce de chouette africaine
- Syrnium bohndorffi, espèce de chouette
- Cinnyris bohndorffi reichenowi, sous-espèce de Cinnyris
- Nectarinia verticalis bohndorffi, sous-espèce de Nectarinia
- Crateropus bohndorffi, espèce de cratérope

Un longicorne porte son nom:
- Sternotomis bohemani bohndorffi (en), sous-espèce de Sternotomis

Ainsi que:
- Dalsira bohndorffi (en), espèce de punaise à bouclier